# Enrico Camici
Enrico Camici (Barbaricina, 31 gennaio 1912 – Pisa, 17 marzo 1991) è stato un fantino italiano.

## Biografia
Nato in Barbaricina, il quartiere della periferia di Pisa già da decenni considerato il "Paese dei cavalli", fin da piccolo venne mandato dal padre Ercole a fare apprendistato in una scuderia, meritandosi il soprannome di Caporalino per l'impegno profuso nella mansione. Nel 1919 il padre va a lavorare a Milano presso L'ippodromo di San Siro e due anni più tardi, a soli 9 anni, il piccolo Enrico lo raggiunge interrompendo gli studi elementari.
Quando il padre si sposta dalla scuderia di Pozzoli a quella di Giuseppe De Montel, sempre nel capoluogo milanese, il figlio lo segue. Qui viene ignorato dagli allenatori stranieri che si avvicendano alla scuderia milanese, Walter Allpher e Charles Planner, fino all'assunzione del fantino Paolo Caprioli, sotto la cui "ala protettiva" venne messo. Fu proprio grazie alle pressioni del fantino romano che ad Enrico viene proposto il primo contratto, portandolo al debutto il 9 settembre 1925 nel Premio Porta Giovia: in quell'occasione il quattordicenne pisano, in sella a Poncia, riuscì a classificarsi secondo.

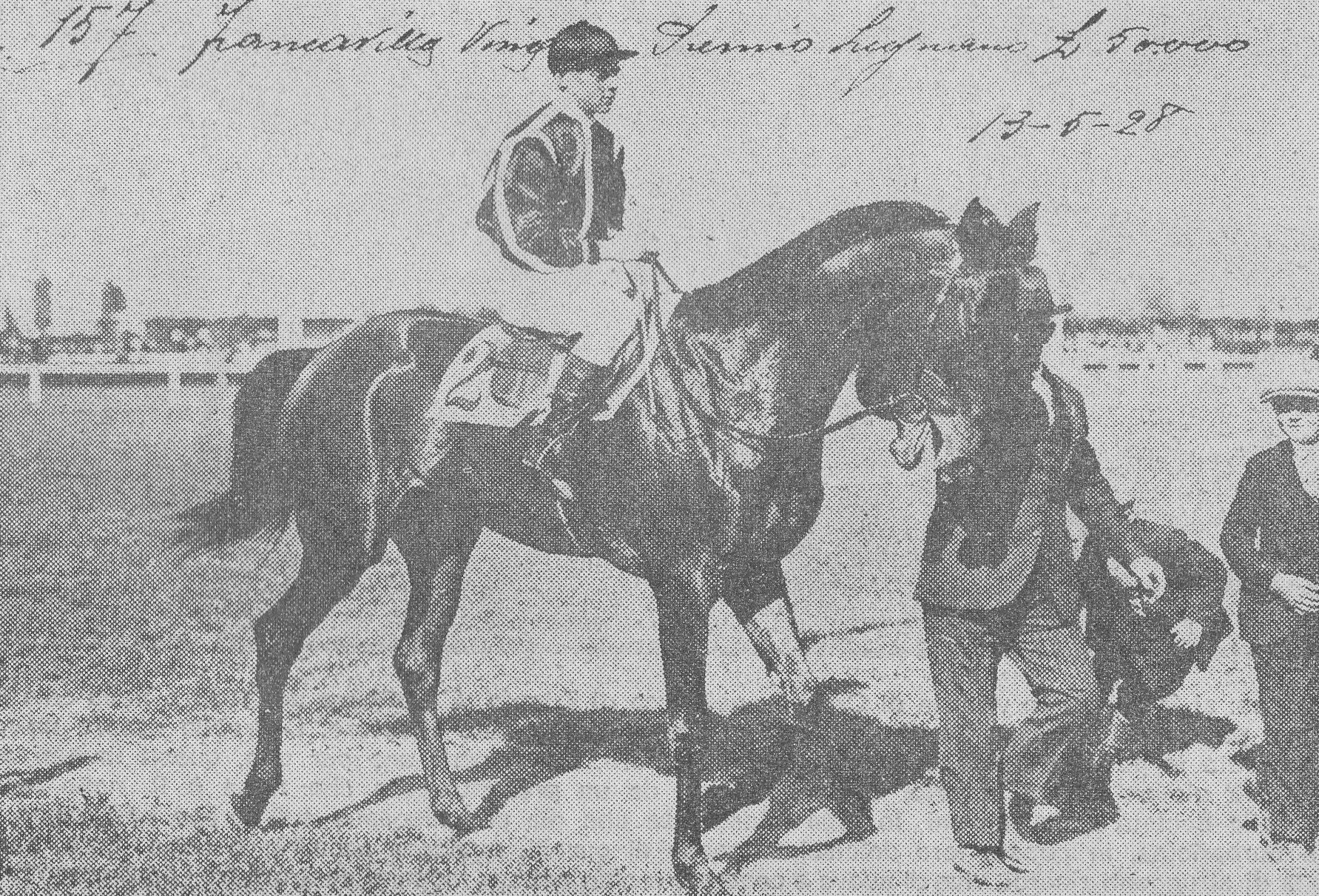
Il giovane Enrico Camici nel 1928

Con l'arrivo del nuovo allenatore, Willy Carter, al giovane fantino alfeo vengono concesse altre opportunità, che saprà sfruttare presto, arrivando a vincere la sua prima gara il 24 aprile 1926 a San Siro, nel premio Cesa, in sella a Budrio. Sotto i consigli e gli insegnamenti di Caprioli, il ragazzo comincia a farsi le ossa e a raggiungere la prima vittoria in un Gran Premio: siamo nel 1927 e, alla guida di Francavilla, Camici vince l'"Ambrosiano". L'anno successivo arriva anche la vittoria nel "Chiusura", in sella a Ortello. Nel 1929 Enrico Camici entra in classifica con 55 successi alle spalle Digby Blackburn (78) e del maestro Paolo Caprioli (95). L'anno dopo raggiunge la seconda posizione con 65 gare vincenti.
Nel 1931 la sua carriera subisce una prima svolta. Con il trasferimento a Roma di Paolo Caprioli, Enrico diventa la "prima monta" della scuderia De Montel, facendosi notare per il carattere taciturno, per la correttezza e per la mano delicata con cui guida i suoi cavalli.
La sua carriera prosegue fino all'interruzione indotta dalla Seconda guerra mondiale, al cui termine firma un contratto col trainer più famoso e discusso d'Italia, il "mago" Federico Tesio. Tra gli svariati successi ottenuti con questa scuderia, spiccano le 4 affermazioni nel Derby italiano di galoppo con diversi cavalli e le 16 vittorie in altrettante grandi corse italiane ed europee in sella al campione Ribot, cui dovrà buona parte della sua fama.
Enrico Camici è ricordato uno degli uomini-record del galoppo italiano. Nel corso della sua lunga carriera, terminata nel luglio del 1969, ha infatti disputato ben 16.575 corse, vincendone 4.100. Una volta ritiratosi dalle corse, intraprese la carriera di trainer prima della scuderia "Aurora" e poi della "Gabriella". Morto nel 1991, dal 1997 ogni anno gli viene dedicata una corsa listed presso l'Ippodromo San Rossore di Pisa.

## Palmarès
- 16.575 corse disputate dal 1925 al 1969
- 4.089 vittorie conseguite
- 3.222 secondi piazzamenti
- 2.531 terzi piazzamenti

In Italia
- 5 Derby italiani di galoppo
- 11 Gran Premi d'Italia
- 10 Gran Premi di Milano
- 12 St Leger
- 10 Jockey Club
- 7 Gran Criterium

All'estero
- 1 Queen Elizabeth Stakes
- 1 Godwood Cup
- 1 King George
- 1 Gold Cup
- 1 Champion Stakes
- 3 Arc de Triomphe